# Цюрихское озеро
Цю́рихское о́зеро (Цю́рихер-Зе; нем. Zürichsee, Züricher See, фр. Lac de Zurich) — озеро в Швейцарии, на высоте 406 м над уровнем моря, между кантонами Санкт-Галлен, Швиц и Цюрих; площадь 65,06 км², наибольшая длина 40 км, ширина от 1 до 4 км. Наибольшая глубина — 136 м, средняя глубина — 51,7 м. Объём — 3,364 млн м³. Имеет серпообразную форму; на восточном конце принимает в себя реку (канал) Линт. Из северо-западного края озера, в районе города Цюрих вытекает река Лиммат. Среднегодовой расход воды — 89 м³/с.
Коса у Гурдена, соединяющаяся железнодорожной дамбой с мысом у Рапперсвиль, делит озеро на две неравные части: меньшую — Верхнее озеро (Obersee), между кантонами Швиц и Санкт-Галлен, и бо́льшую часть — Нижнее озеро (Untersee), лежащую в пределах кантона Цюрих. Нижнее — главная часть Цюрихского озера — отличается бо́льшей глубиной (136 м), чем Верхнее, неглубокое и поросшее камышом.
По обоим берегам проходит железная дорога. На озере два острова: Уфенау и Люцелау. В 1854 году, во время необычайно низкого уровня воды на Цюрихском озере при Мейлене открыты были первые в Швейцарии свайные постройки.

## Судоходство
Регулярные пассажирские перевозки по озеру осуществляет пароходство Zürichsee Schifffahrtsgesellschaft. Флот этого пароходства состоит из семнадцати судов, в их число входят два старинных колёсных парохода: Stadt Zürich (1909 года постройки) и Stadt Rapperswil (1914 года постройки).
Также на озере открыта автомобильная паромная переправа, между Хоргеном и Майленом. Оператор переправы — компания Zürichsee-Fähre Horgen-Meilen AG. На переправе используется пять паромов, которые ходят с интервалом в 10 минут.